# Колёсов, Фёдор Илларионович
Фёдор Илларионович Колесов (26 февраля 1899 года, с. Погромное, Бузулукский уезд, Самарская губерния, Российская империя — 1990, с. Тоцкое, Тоцкий район, Оренбургская область, РСФСР) — советский новатор производства и государственный деятель, председатель Чкаловского облисполкома (1939—1940).

## Биография
Член ВКП(б) с 1931 г.
После гражданской войны был на разных рабочих должностях, а с 1930 г. — в колхозе, где стал одним из первых и лучших механизаторов. Зачинатель стахановского движения в сельском хозяйстве СССР. В 1935 г. сцепом двух комбайнов он добился рекордной выработки, во много раз перевыполнив сезонную норму; с тех пор развернулось всесоюзное социалистическое соревнование комбайнеров.
- 1937—1939 гг. — председатель исполнительного комитета Тоцкого районного Совета (Оренбургская — Чкаловская область),
- 1939—1940 гг. — председатель исполнительного комитета Чкаловского областного Совета,
- 1941—1945 гг. — участник Великой Отечественной войны — защищал Москву, сражался в Белоруссии и на других фронтах.
- 1945—1959 гг. — председатель исполкома Тоцкого Совета народных депутатов. Очевидец событий на Тоцком полигоне (1954).

Депутат Верховного Совета СССР 1-го созыва.
С 1959 г. на пенсии.

## Награды и звания
В 1935 г. награждён орденом Ленина — за отличную работу на комбайне, давшую превышение нормы на 100—400 процентов.